# Chisago County
Chisago County is een county in de Amerikaanse staat Minnesota.
De county heeft een landoppervlakte van 1.082 km² en telt 41.101 inwoners (volkstelling 2000). De hoofdplaats is Center City.